# 任辉启
任辉启（1953年5月—），湖南长沙人，中国武器毁伤效应与工程防护专家。

## 生平
1980年毕业于北京大学，获学士学位。1992年获中国科学技术大学硕士学位。1997年获西南交通大学工学博士学位。2015年当选为中国工程院院士。